# إيتون (مقاطعة كلارك)
إيتون، مقاطعة كلارك (بالإنجليزية: Eaton, Clark County, Wisconsin)‏ هي بلدة تقع بولاية ويسكونسن في الولايات المتحدة. تبلغ مساحتها 87.8 (كم²)، وترتفع عن سطح البحر 331 م، بلغ عدد سكانها 665 نسمة في عام 2000 حسب إحصاء مكتب تعداد الولايات المتحدة وتصل الكثافة السكانية فيها 7.6 نسمة/كم2.

## وصلات خارجية
- The US50 - Cities and Towns in Wisconsin State
- Wisconsin Cities and Towns, Facts, Map, Flag, Colleges, Government, and More